# F1 Pole Position 64
F1 Pole Position 64 (Human Grand Prix: The New Generation au Japon) est un jeu vidéo de Formule 1 sorti en 1997 sur Nintendo 64. Le jeu a été développé par Human Entertainment et édité par Ubisoft.

## Système de jeu
Le jeu est le seul paru qui reprend la saison 1996 et les 16 grand prix qu’elle compte. Celui-ci possédant les licences de la FIA et de la FOCA, on y retrouve les 11 écuries du championnat et 21 pilotes sur 22 (Jacques Villeneuve étant absent du jeu pour des raisons de licence).